# Tekkō
Il Tekkō (鉄甲? let. "ferro", "dorso della mano"), che ha avuto origine ad Okinawa, in Giappone, rientra nella categoria: "fist-load weapon", cioè "armi che aumentano il pugno".
Per definizione, una "fist load weapon" aumenta la massa della mano in modo che, data la proporzionalità fisica tra slancio del pugno e la sua massa, aumenta la forza che il portatore è in grado di fornire.  Alcune "fist-load weapon" possono anche essere usate, come la guardia di una spada, per proteggere la mano di colui che la impugna.
Il Tekko si è evoluto dopo cinque stadi di sviluppo.  Il primo, denominato "Yawara", consisteva in un bastone o una sbarra da tenere all'interno della mano.  Il "chize kun bo", un bastone con un anello di corda che l'utilizzatore poteva legare alla mano per il controllo, arrivò successivamente.  Il terzo il "Teko" similare al "chize kun bo" ma a differenza di quest'ultimo, invece di avere una corda, veniva affinata un'estensione del bastone, che si inseriva tra il primo ed il secondo dito.  Uno strumento di Okinawa che agevolava il pescatore a tessere, o a calare le loro reti senza correre il rischio di ferirsi le mani sui coralli, o un lungo arpione usato dai Bushi di Okinawa  chiamato "kanzashi", molto probabilmente usato come ispirazione per il design del Tekko finale. Il Teko sembrava essere di legno, duro e morbido come metallo modellato in modo da aumentare maggiormente la massa della mano.